# Río Manimuthar

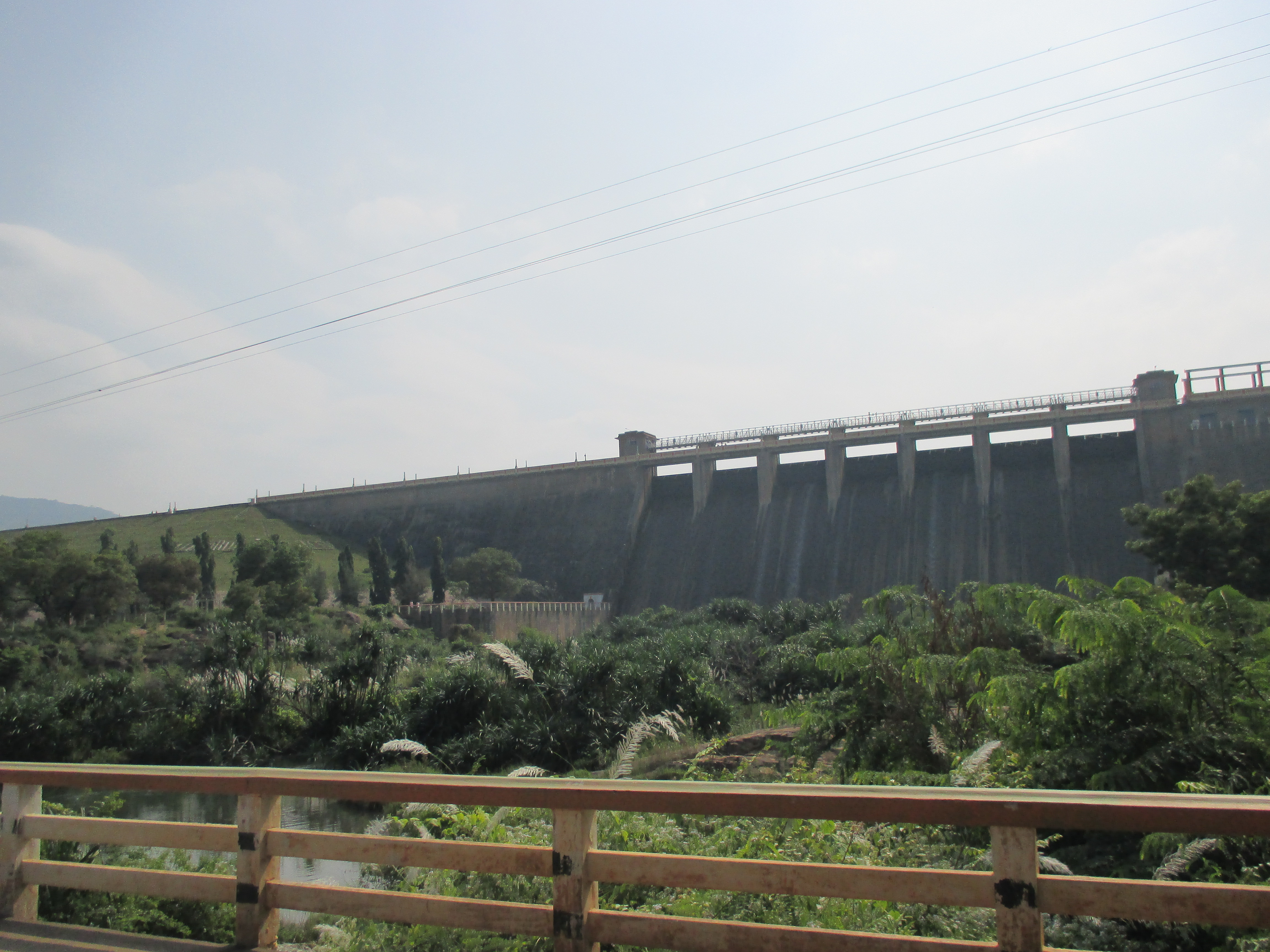
Imagen de la presa del río

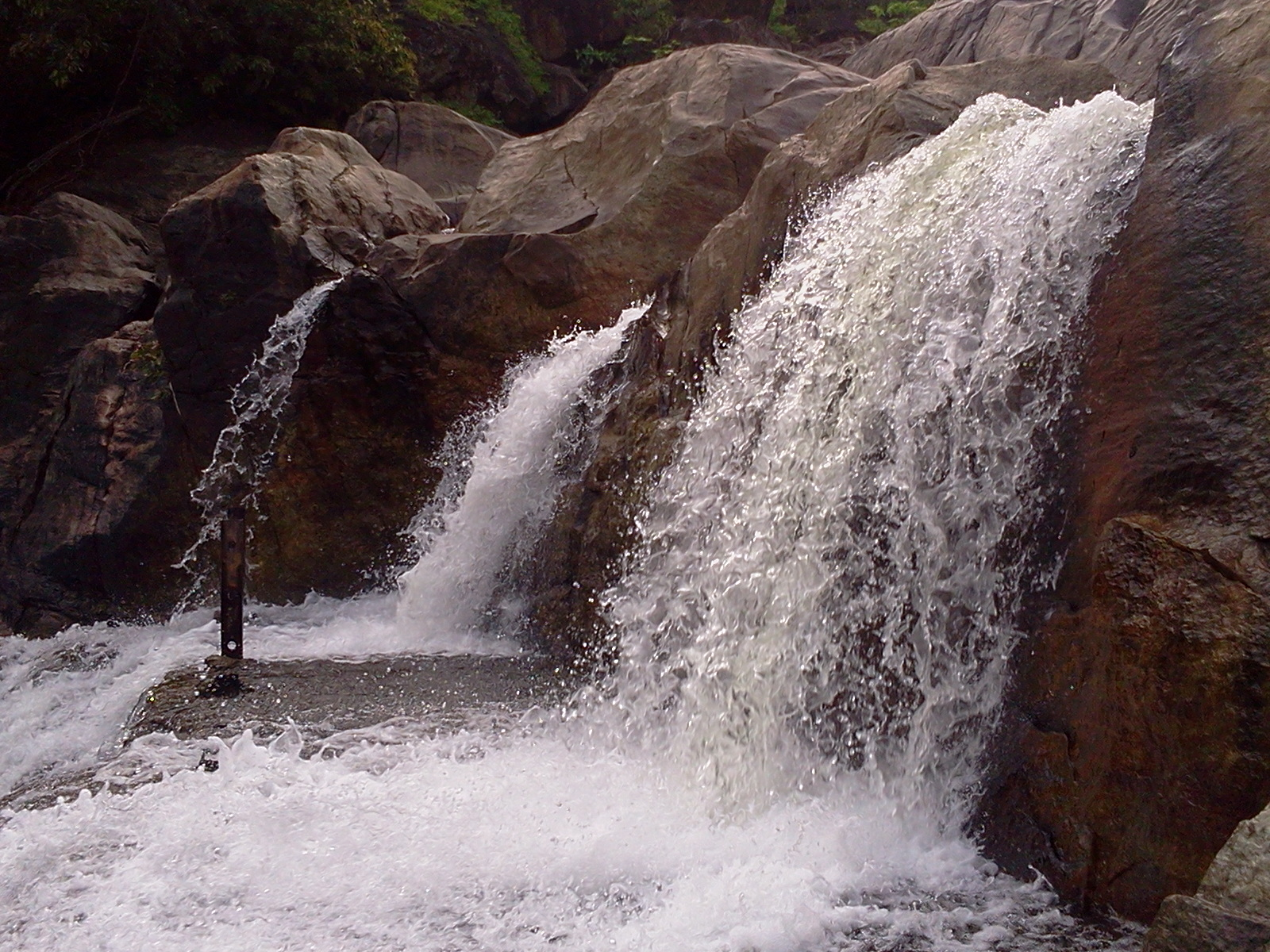
Cataratas de Manimuthar.

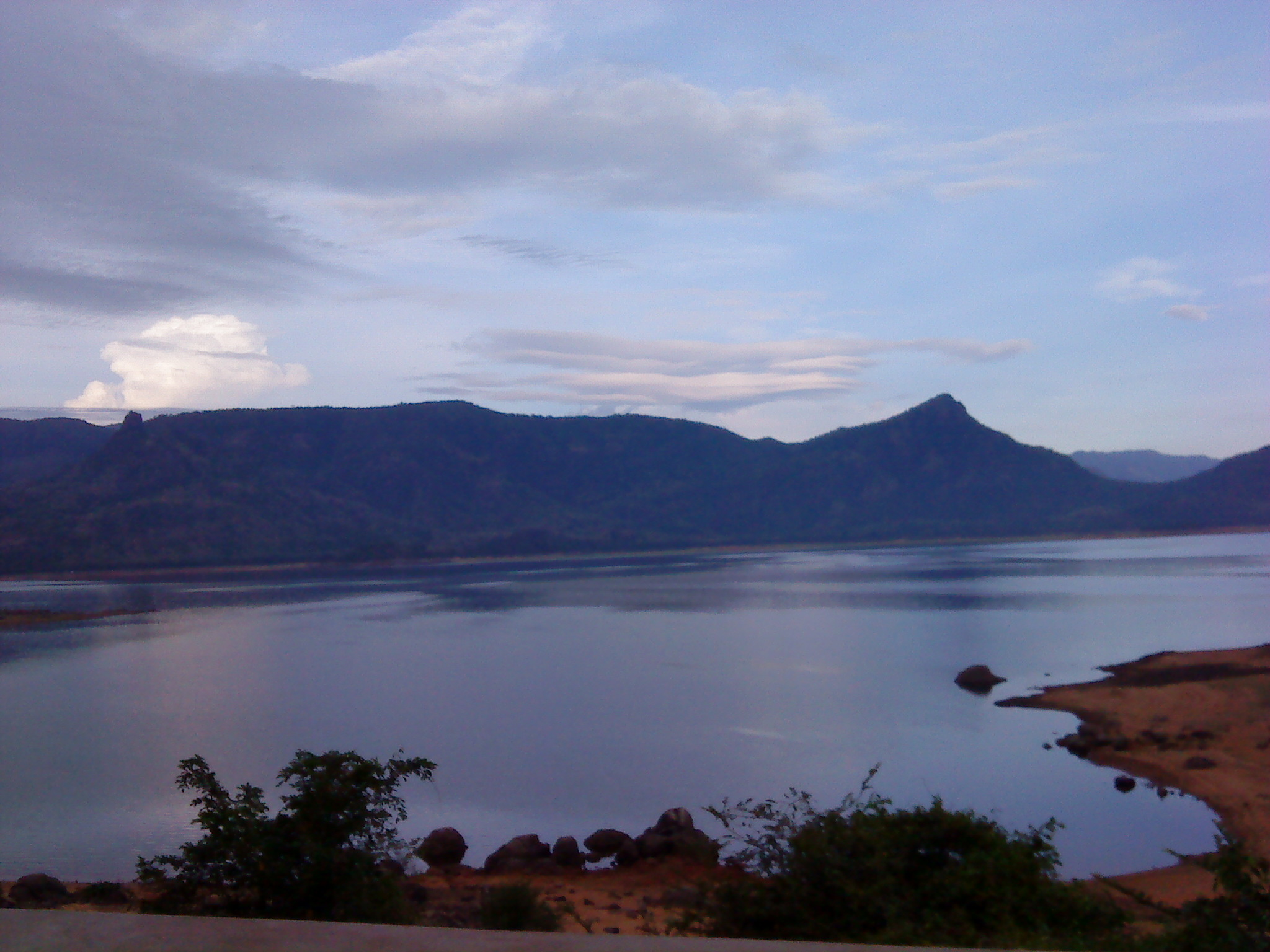
Vista de Manimuthar en el distrito de Tirunelveli.

El río Manimuthar nace en las pendientes orientales de Ghats Occidentales en el Distrito de Tirunelveli en el estado de Tamil Nadu en India del Sur. Es un afluente importante del río Tambaraparani.

## Características
El río nace en un bosque denso en una cumbre de una montaña de 1300 m por encima del nivel del mar en Ex-Singampatti Zamindari, Ambasamudram y fluye durante nueve kilómetros con cataratas pequeñas.
Los afluentes del Manimuthar son el río Keezha y el río Varattar.
En 1957, se construyó la presa de Manimuthar antes de juntarse con el Tamiraparani.

## Otros ríos
La ciudad de Vridhachalam en los bancos del río Manimuktha, a 60 km de Cuddalore, tiene un antiguo templo Shiva dedicado a Lord Vridhagirishwarar. El festival anual de Masi Magam atrae a grandes números de peregrinos para bañarse en las aguas sagradas del río.

## Montañas de Manjolai
Localizado entre unas las elevaciones que varían de 1000 a 1500 m, el área de Manjolai está en Ghats Occidental dentro del Kalakad Mundanthurai en el distrito de Tirunelveli. Localizado en el dique de Manimuthar Dique las cataratas de Manimuthar, el área de Manjolai comprende plantaciones de té, poblamientos pequeños alrededor de las plantaciones de té, el dique y un mirador ventoso llamado Kuthiravetti.
Las plantaciones de té se operan por la empresa The Bombay Burmah Trading Corporation Ltd que tiene tierras de bosque alquiladas por Raja de Singampatti Samasthanam. Hay tres propiedades de Té dentro del área Manjolai -Manjolai Estate, Manimutharu Estate y Oothu Estate- Las Propiedades están localizadas en las elevaciones que varían entre 700 y 1280 m. Las propiedades, la carretera y los poblamientos de Manjolai están dirigidas por The Bombay Burmah Trading Corporation Ltd. Se puede llegar a través de transporte de autobús público sin permisos especiales. Los servicios de autobús están disponibles diariamente.